# Tetsuya Asano
Tetsuya Asano (浅野 哲也, Asano Tetsuya, né le 23 février 1967 à Hokota, dans la préfecture d'Ibaraki) est un footballeur japonais des années 1990 devenu entraîneur.

## Biographie
En tant que milieu de terrain, Tetsuya Asano joua en équipe nationale à huit reprises (1991-1994) pour un but inscrit. Son but fut inscrit lors de la Kirin Cup 1994, contre l'Australie, le 22 mai 1994, à Hiroshima (1-1). 
Il joua pour quatre clubs nationaux (Nagoya Grampus Eight, Urawa Red Diamonds, FC Tokyo et Kawasaki Frontale), remportant deux coupes de l'Empereur de suite avec Nagoya Grampus Eight. 

## Palmarès
- Coupe du Japon de football
  - Vainqueur en 1995 et en 1999
- Championnat du Japon de football
  - Vice-champion en 1996